# Национальные дороги в Польше
Национальные дороги в Польше — основная сеть автомобильных дорог в Польше, одна из категорий дорог общего пользования, являются ключевыми транспортными магистралями для национального и международного автомобильного сообщения между крупными городами и границами Польши, преимущественно, используется для дальних перевозок и транзита. Также, в сеть национальных дорог включены автомагистрали и скоростные дороги.
С 1 апреля 2002 года система национальных дорог в Польше управляется Генеральной дирекцией национальных дорог и автострад (GDDKiA). Исключение составляют округа (воеводства), в которых содержание дорог (кроме автомагистралей и скоростных дорог) находится в ведении муниципальных органов власти.
В Польше существует 98 национальных дорог, пронумерованных от 1 — 98. Самая длинная из них — дорога № 8, протяженностью 811 км, а самая короткая — № 96, протяженностью в 1,5 км. Наиболее важные транзитные маршруты имеют самую низкую нумерацию (например, дороги 1 и 2, пересекающиеся в центре страны). Автомагистрали и скоростные дороги строятся параллельно главным национальным дорогам. При их строительстве, во избежание путаницы, старым трассам присваивается 90-я нумерация (например, была № 1, построили А1, значит, № 1 стала № 91).
По состоянию на 31 декабря 2011 года сеть национальных дорог в Польше имеет протяженность 18 801,1 км, что составляет 4,6 % от всех автомобильных дорог общего пользования в Польше.

## Классификация
Национальные дороги Польши, в соответствии с Законом о дорогах общего пользования, включают:
1. Автомагистрали и скоростные дороги
2. Дороги, которые планируется перевести в разряд автомагистралей или скоростных дорог
3. Международные дороги
4. Дороги, играющие ключевую роль в транспортном каркасе страны
5. Дороги общего пользования в пограничных пунктах, обслуживающие пассажирское и грузовое движение без ограничения массы
6. Дороги, альтернативные платным автомагистралям
7. Объездные/кольцевые дороги крупных городских агломераций

## Список Польских национальных дорог
- Гданьск (развязка «Гданьск-Южный») — граница с Чехией
- Граница с Германией — Граница с Белоруссией
- Свиноуйсце — Граница с Чехией
- Граница с Украиной — граница с Германией
- DK 1 (развязка «Нове-Марзы») — граница с Чехией
- Граница с Германией — Ленгово
- Жуково — граница со Словакией.
- Граница с Чехией — граница с Литвой
- Радом — Жешув
- Граница с Германией — Плоньск
- Колобжег — Бытом
- Граница с Германией — Граница с Украиной
- Щецин — Граница с Германией
- Лович — DK 8 (развязка «Велюнь»)
- Тшебница — Оструда
- Дольна-Група — Граница с Литвой
- Варшава — граница с Украиной
- Граница с Германией — Кшижова
- Граница с Белоруссией — Граница со Словакией
- Старград Щецинский — Гдыня
- Мястко — Устка
- Граница с Германией — Граница с Россией
- Мыслибуж — Сарбиново
- Пневы — Валдовице
- Боболице — Олешница
- Граница с Германией — Мыслибуж
- Граница с Германией — Зелёна-Гура
- Затор — Граница с Украиной
- Слубице — Кросно-Оджаньске
- DK 4 (развязка «Згожелец») — Еленя-Гура
- Щецин — Слубице
- Граница с Германией — Стеншев
- Клодзко — Граница с Чехией
- Свебодзице — Добромеж
- Граница с Чехией — DK 4 (развязка «Беляны-Вроцлавские»)
- Проховице — Острув-Велькопольски
- Дарлово — Карвице
- Граница с Чехией — Кензежин-Козле
- Лагиевники — Кемпно
- Граница с Чехией — Пысковице
- Ныса — Граница с Чехией
- Намыслув — Рудник
- Велюнь — Ченстохова
- Краков — Гливице
- Забелкув — Злочев
- Клодзко — Щекоцины
- Рабка-Здруй — Закопане
- Томашув-Мазовецки — Коцк
- Новы-Тарг — граница со Словакией
- Цеханув — Острув-Мазовецка
- Граница с Россией — Ольштынек
- Бельско-Бяла — Глогочув
- Ольштын — Остроленка
- Хрусцель — граница с Россией
- Новы-Двур-Гданьски — Стольно
- Короново — Тжецивец
- Бартошице — Пултуск
- Ольштынек — Щучин
- Гижиско — Розоги
- Ленчица — Острув-Мазовецки
- Варшава — Августув
- Стшельно — Анусин
- Граница с Россией — Граница с Белоруссией
- Пентница-Подуховна — Ежево-Старе
- граница с Россией — граница с Белоруссией
- Замбрув — граница с Белоруссией
- Липно — Влоцлавек
- Граница с Белоруссией — Вулька-Добрыньска
- Бельско-Бяла — граница со Словакией
- Лович — Хута-Завадска
- Стрыкув — Ржгув
- Конин — Рава-Мазовецка
- Вишневка — Ясло
- Сулеюв — граница с Украиной
- Краков — граница со Словакией
- Вильга — Лукув
- Липник — Пшемысль
- Граница с Чехией — Хмельник
- Варшава — Бытом
- Павлувек — Любич-Дольны
- Катовице — Скочув
- Люблин — граница с Белоруссией
- Турек — Серадз
- Санок — граница с Украиной
- Новы-Двур-Мазовецки — Казунь
- Войковице-Косцельне — Тыхы
- Новы-Сонч — граница со Словакией
- Стжельце-Опольские — Бытом
- Гданьск — DK 7 (терминал «Вестерплатте»)
- Елень — Балдрам
- Гданьск — Ченстохова
- DK 2 (развязка «Жепин») — DK 2 (развязка «Калюшин»)
- Граница с Германией — DK 3 (развязка «Свиноуйсце»)
- DK 4 (развязка «Згожелец») — DK 4 (развязка «Тарнув-Всход»)
- DK 55 (развязка «Конституции 3 Мая») — DK 1 (развязка «Грудзендз»)
- DK 1 (развязка «Тужно») — DK 15
- DK 4 (развязка «Жешув-Всход») — Жешув (ул. Жеха)
- DK 8 (Вроцлав) — DK 5 (Вроцлав)